# Servisch voetbalelftal in 2012
Het Servisch voetbalelftal speelde in totaal elf interlands in het jaar 2012, waaronder vier duels in de kwalificatiereeks voor het WK voetbal 2014 in Brazilië. De ploeg stond onder leiding van bondscoach Siniša Mihajlović, die op 21 mei 2012 werd aangesteld door de Servische voetbalbond als opvolger van interim-coach Radovan Ćurčić. Op de FIFA-wereldranglijst zakte Servië in 2012 van de 27ste (januari 2012) naar de 38ste plaats (december 2012).

## Balans
| Wedstrijden | Wedstrijden | Wedstrijden | Wedstrijden | Doelpunten | Doelpunten | Doelpunten | Punten |
| Gespeeld    | Winst       | Gelijk      | Verlies     | Voor       | Tegen      | Saldo      | Punten |
| ----------- | ----------- | ----------- | ----------- | ---------- | ---------- | ---------- | ------ |
| 11          | 3           | 3           | 5           | 12         | 12         | 0          | 0.818  |

## Interlands
|                                                                 |         |                                               |        |                                                                                            |
| 28 februari Vriendschappelijk № 66 «onderlinge duels» 15:00 uur | Armenië | 0 – 2                                         | Servië | Tsirion Athletic Center, Limassol Toeschouwers: 100 Scheidsrechter: Leontios Trattos (CYP) |
| 28 februari Vriendschappelijk № 66 «onderlinge duels» 15:00 uur |         | 15' Zdravko Kuzmanović 29' Branislav Ivanović |        | Tsirion Athletic Center, Limassol Toeschouwers: 100 Scheidsrechter: Leontios Trattos (CYP) |

|                                                       |        |       |        |                                                                             |
| 29 februari Vriendschappelijk № 67 «onderlinge duels» | Cyprus | 0 – 0 | Servië | Neo GSZ Stadion, Larnaca Toeschouwers: 250 Scheidsrechter: Kevin Blom (NED) |
| 29 februari Vriendschappelijk № 67 «onderlinge duels» |        |       |        | Neo GSZ Stadion, Larnaca Toeschouwers: 250 Scheidsrechter: Kevin Blom (NED) |

|                                                            |        |                                              |        |                                                                                     |
| 26 mei Vriendschappelijk № 68 «onderlinge duels» 18:00 uur | Servië | 0 – 2                                        | Spanje | AFG-Arena, Sankt Gallen Toeschouwers: 15.625 Scheidsrechter: Cyril Zimmermann (SUI) |
| 26 mei Vriendschappelijk № 68 «onderlinge duels» 18:00 uur |        | 64' Adrián López 74' (pen.) Santiago Cazorla |        | AFG-Arena, Sankt Gallen Toeschouwers: 15.625 Scheidsrechter: Cyril Zimmermann (SUI) |

|                                                            |                                       |       |        |                                                                                      |
| 31 mei Vriendschappelijk № 69 «onderlinge duels» 21:00 uur | Frankrijk                             | 2 – 0 | Servië | Stade Auguste Delaune, Reims Toeschouwers: 12.000 Scheidsrechter: Knut Kircher (GER) |
| 31 mei Vriendschappelijk № 69 «onderlinge duels» 21:00 uur | Franck Ribéry 11' Florent Malouda 15' |       |        | Stade Auguste Delaune, Reims Toeschouwers: 12.000 Scheidsrechter: Knut Kircher (GER) |

|                                                            |                                                |       |                   |                                                                               |
| 5 juni Vriendschappelijk № 70 «onderlinge duels» 19:00 uur | Zweden                                         | 2 – 1 | Servië            | Råsunda Stadion, Solna Toeschouwers: 20.691 Scheidsrechter: Felix Brych (GER) |
| 5 juni Vriendschappelijk № 70 «onderlinge duels» 19:00 uur | Ola Toivonen 23' Zlatan Ibrahimović 52' (pen.) |       | 27' Neven Subotić | Råsunda Stadion, Solna Toeschouwers: 20.691 Scheidsrechter: Felix Brych (GER) |

|                                                                 |        |       |         |                                                                                   |
| 15 augustus Vriendschappelijk № 71 «onderlinge duels» 20:45 uur | Servië | 0 – 0 | Ierland | Crvena Zvezda, Belgrado Toeschouwers: 7.800 Scheidsrechter: Alexandru Tudor (ROM) |
| 15 augustus Vriendschappelijk № 71 «onderlinge duels» 20:45 uur |        |       |         | Crvena Zvezda, Belgrado Toeschouwers: 7.800 Scheidsrechter: Alexandru Tudor (ROM) |

|                                                                       |           |       |        |                                                                                 |
| 8 september WK-kwalificatie Groep A № 72 «onderlinge duels» 16:00 uur | Schotland | 0 – 0 | Servië | Hampden Park, Glasgow Toeschouwers: 47.369 Scheidsrechter: Jonas Eriksson (SWE) |
| 8 september WK-kwalificatie Groep A № 72 «onderlinge duels» 16:00 uur |           |       |        | Hampden Park, Glasgow Toeschouwers: 47.369 Scheidsrechter: Jonas Eriksson (SWE) |

|                                                                        | |       |                 |                                                                                     |
| 11 september WK-kwalificatie Groep A № 73 «onderlinge duels» 20:30 uur | Servië | 6 – 1 | Wales           | Karađorđe Stadion, Novi Sad Toeschouwers: 11.300 Scheidsrechter: Duarte Gomes (POR) |
| 11 september WK-kwalificatie Groep A № 73 «onderlinge duels» 20:30 uur | Aleksandar Kolarov 16' Zoran Tošić 24' Filip Đuričić 39' Dušan Tadić 55' Branislav Ivanović 79' Miralem Sulejmani 90' |       | 30' Gareth Bale | Karađorđe Stadion, Novi Sad Toeschouwers: 11.300 Scheidsrechter: Duarte Gomes (POR) |

|                                                                      |        |                                                              |        |                                                                                   |
| 12 oktober WK-kwalificatie Groep A № 74 «onderlinge duels» 20:30 uur | Servië | 0 – 3                                                        | België | Crvena Zvezda, Belgrado Toeschouwers: 22.000 Scheidsrechter: Pavel Královec (CZE) |
| 12 oktober WK-kwalificatie Groep A № 74 «onderlinge duels» 20:30 uur |        | 64' Christian Benteke 68' Kevin De Bruyne 87' Kevin Mirallas |        | Crvena Zvezda, Belgrado Toeschouwers: 22.000 Scheidsrechter: Pavel Královec (CZE) |

|                                                                      |                         |       |        |                                                                                |
| 16 oktober WK-kwalificatie Groep A № 75 «onderlinge duels» 20:30 uur | Macedonië               | 1 – 0 | Servië | Philip II Arena, Skopje Toeschouwers: 31.000 Scheidsrechter: Bas Nijhuis (NED) |
| 16 oktober WK-kwalificatie Groep A № 75 «onderlinge duels» 20:30 uur | Agim Ibraimi 59' (pen.) |       |        | Philip II Arena, Skopje Toeschouwers: 31.000 Scheidsrechter: Bas Nijhuis (NED) |

|                                                                 |                      |       |                                                         |                                                                                |
| 14 november Vriendschappelijk № 76 «onderlinge duels» 20:00 uur | Chili                | 1 – 3 | Servië                                                  | AFG Arena, Sankt Gallen Toeschouwers: 1.800 Scheidsrechter: Sascha Kever (SUI) |
| 14 november Vriendschappelijk № 76 «onderlinge duels» 20:00 uur | Ángelo Henríquez 87' |       | 23' Lazar Marković 48' Filip Đorđević 59' Filip Đuričić | AFG Arena, Sankt Gallen Toeschouwers: 1.800 Scheidsrechter: Sascha Kever (SUI) |

## FIFA-wereldranglijst
| JAN | FEB | MAR | APR | MEI | JUN | JUL | AUG | SEP | OKT | NOV | DEC |
| --- | --- | --- | --- | --- | --- | --- | --- | --- | --- | --- | --- |
| 27  | 25  | 26  | 32  | 32  | 34  | 37  | 35  | 42  | 33  | 42  | 38  |

## Statistieken
| Željko Brkić         | 1986-07-09 | Udinese Calcio           | 4 | 0 | 0 | 8  | 0  |
| Vladimir Stojković   | 1983-07-28 | FK Partizan              | 4 | 0 | 0 | 42 | 0  |
| Damir Kahriman       | 1983-07-28 | Tavrija Simferopol       | 2 | 1 | 0 | 6  | 0  |
| Branimir Aleksić     | 1990-12-24 | FK Spartak Zlatibor Voda | 1 | 0 | 0 | 1  | 0  |
| Verdediging          |            |                          |   |   |   |    |    |
| Branislav Ivanović   | 1984-02-22 | Chelsea FC               | 9 | 1 | 2 | 55 | 3  |
| Aleksandar Kolarov   | 1985-11-10 | Manchester City          | 8 | 3 | 1 | 38 | 1  |
| Matija Nastasić      | 1993-03-28 | Manchester City          | 7 | 0 | 0 | 7  | 0  |
| Milan Biševac        | 1983-08-31 | Olympique Lyonnais       | 5 | 0 | 0 | 14 | 0  |
| Nikola Maksimović    | 1991-11-25 | Rode Ster Belgrado       | 3 | 1 | 0 | 4  | 0  |
| Neven Subotić        | 1988-12-10 | Borussia Dortmund        | 3 | 0 | 1 | 30 | 2  |
| Dušan Basta          | 1984-08-18 | Udinese Calcio           | 2 | 1 | 0 | 5  | 0  |
| Ivan Obradović       | 1988-07-25 | Real Zaragoza            | 2 | 0 | 0 | 20 | 1  |
| Slobodan Rajković    | 1989-02-03 | Hamburger SV             | 2 | 0 | 0 | 12 | 0  |
| Pavle Ninkov         | 1985-04-20 | Toulouse FC              | 1 | 2 | 0 | 9  | 0  |
| Duško Tošić          | 1985-01-19 | Gençlerbirliği           | 1 | 1 | 0 | 11 | 1  |
| Aleksandar Luković   | 1982-10-23 | FK Zenit Sint-Petersburg | 1 | 0 | 0 | 27 | 0  |
| Filip Mladenović     | 1991-08-15 | Rode Ster Belgrado       | 1 | 0 | 0 | 1  | 0  |
| Nenad Tomović        | 1987-08-30 | AC Fiorentina            | 1 | 0 | 0 | 10 | 0  |
| Marko Lomić          | 1983-09-13 | Dinamo Moskou            | 0 | 1 | 0 | 3  | 0  |
| Antonio Rukavina     | 1984-01-26 | Real Valladolid          | 0 | 1 | 0 | 23 | 0  |
| Middenveld           |            |                          |   |   |   |    |    |
| Aleksandar Ignjovski | 1991-01-27 | Werder Bremen            | 8 | 2 | 0 | 10 | 0  |
| Zoran Tošić          | 1987-04-28 | CSKA Moskou              | 7 | 2 | 1 | 45 | 8  |
| Filip Đuričić        | 1992-01-30 | SC Heerenveen            | 7 | 1 | 2 | 8  | 2  |
| Dušan Tadić          | 1988-11-20 | FC Twente                | 5 | 4 | 1 | 11 | 1  |
| Ljubomir Fejsa       | 1988-08-14 | Olympiakos Piraeus       | 3 | 2 | 0 | 10 | 0  |
| Srđan Mijailović     | 1993-11-10 | Rode Ster Belgrado       | 3 | 2 | 0 | 5  | 0  |
| Zdravko Kuzmanović   | 1987-09-22 | VfB Stuttgart            | 3 | 0 | 1 | 45 | 6  |
| Radosav Petrović     | 1989-03-08 | Gençlerbirliği           | 3 | 0 | 0 | 28 | 1  |
| Miloš Ninković       | 1984-12-25 | Dinamo Kiev              | 2 | 2 | 0 | 28 | 0  |
| Boško Janković       | 1984-03-01 | Genoa CFC                | 2 | 1 | 0 | 31 | 5  |
| Darko Lazović        | 1990-09-15 | Rode Ster Belgrado       | 2 | 1 | 0 | 4  | 0  |
| Nemanja Matić        | 1988-08-01 | Benfica                  | 1 | 2 | 0 | 5  | 0  |
| Ivan Radovanović     | 1988-08-29 | Atalanta Bergamo         | 1 | 2 | 0 | 4  | 0  |
| Nemanja Tomić        | 1988-01-21 | FK Partizan              | 1 | 2 | 0 | 5  | 1  |
| Adem Ljajić          | 1991-09-29 | AC Fiorentina            | 1 | 0 | 0 | 7  | 0  |
| Luka Milivojević     | 1991-04-07 | Rode Ster Belgrado       | 1 | 0 | 0 | 1  | 0  |
| Gojko Kačar          | 1987-01-26 | Hamburger SV             | 0 | 1 | 0 | 24 | 0  |
| Alen Stevanović      | 1991-01-07 | Torino FC                | 0 | 1 | 0 | 1  | 0  |
| Aanval               |            |                          |   |   |   |    |    |
| Lazar Marković       | 1994-03-02 | FK Partizan              | 5 | 1 | 1 | 6  | 1  |
| Dejan Lekić          | 1985-06-07 | Gençlerbirliği           | 3 | 4 | 0 | 10 | 0  |
| Miralem Sulejmani    | 1988-12-05 | AFC Ajax                 | 2 | 3 | 1 | 12 | 1  |
| Stefan Šćepović      | 1990-01-10 | FK Partizan              | 2 | 2 | 0 | 4  | 0  |
| Milan Jovanović      | 1981-04-18 | RSC Anderlecht           | 1 | 1 | 0 | 44 | 11 |
| Marko Šćepović       | 1991-05-23 | FK Partizan              | 1 | 1 | 0 | 2  | 0  |
| Filip Đorđević       | 1987-09-28 | FC Nantes                | 0 | 1 | 1 | 1  | 1  |

FSS · A-internationals · Bondscoaches · Statistieken · Servisch vrouwenelftal · Olympisch elftal · Servië U21 · Servië U20 · Servië U19 · Servië U17 · Servië en Montenegro U19 · Servië en Montenegro U17
2003 – 2006** · 
2006 – 2009 · 
2010 – 2019 ·
2020 − 2029
EK 2008 · 
EK 2012 · 
EK 2016 ·
EK 2020
WK 2006** · 
WK 2010 · 
WK 2014 · 
WK 2018 ·
WK 2022
OS 2004** · 
OS 2008 · 
OS 2012 ·
OS 2016 ·
OS 2020
2006 · 
2007 · 
2008 · 
2009 · 
2010 · 
2011 · 
2012 · 
2013 · 
2014 · 
2015 · 
2016 ·
2017 ·
2018 ·
2019 ·
2020 ·
2021 ·
2022
Albanië ·
Algerije ·
Armenië ·
Australië ·
Azerbeidzjan ·
Bahrein ·
België ·
Bolivia ·
Brazilië ·
Bulgarije ·
Chili ·
China ·
Colombia ·
Costa Rica ·
Cyprus ·
Denemarken ·
Dominicaanse Republiek ·
Duitsland ·
Engeland ·
Estland ·
Faeröer ·
Finland ·
Frankrijk ·
Georgië ·
Ghana ·
Griekenland ·
Honduras ·
Hongarije ·
Ierland ·
Israël ·
Italië ·
Jamaica ·
Japan ·
Jordanië ·
Kameroen ·
Kazachstan ·
Kroatië · 
Litouwen ·
Luxemburg ·
Marokko ·
Mexico ·
Moldavië ·
Montenegro ·
Nieuw-Zeeland ·
Nigeria ·
Noord-Ierland ·
Noord-Macedonië ·
Noorwegen ·
Oekraïne ·
Oostenrijk ·
Panama ·
Paraguay ·
Polen ·
Portugal ·
Qatar ·
Roemenië ·
Rusland ·
Schotland ·
Slovenië ·
Spanje ·
Tsjechië ·
Turkije ·
Verenigde Staten ·
Wales ·
Zuid-Afrika ·
Zuid-Korea ·
Zweden ·
Zwitserland
Brazilië (2018) · 
Costa Rica (2018) · 
Duitsland (2010) · 
Ghana (2010) · 
Kameroen (2022) · 
Zwitserland (2018)
** = Onder de naam Servië en Montenegro